# Dornburg-Camburg
Dornburg-Camburg ist eine Kleinstadt im thüringischen Saale-Holzland-Kreis. Im Zuge des Beitritts der Stadt  Dornburg/Saale und der Gemeinde Dorndorf-Steudnitz am 1. Dezember 2008 zur Stadt  Camburg/Saale wurde der Name der Stadt Camburg in Dornburg-Camburg geändert.

## Geografie
Die Stadt liegt im nordwestlichen Teil des Saale-Holzland-Kreises im mittleren Tal der Saale zwischen den Städten Jena und Naumburg (Saale).
Eine Besonderheit dieser Fusion ist, dass die neue Stadt aus zwei nicht miteinander verbundenen Gebieten besteht. Während Dornburg und Dorndorf-Steudnitz zusammenhängen, hat Camburg bislang keine gemeinsame Flurgrenze mit den beiden Vorgenannten.

## Ortsteile der Stadt Dornburg-Camburg

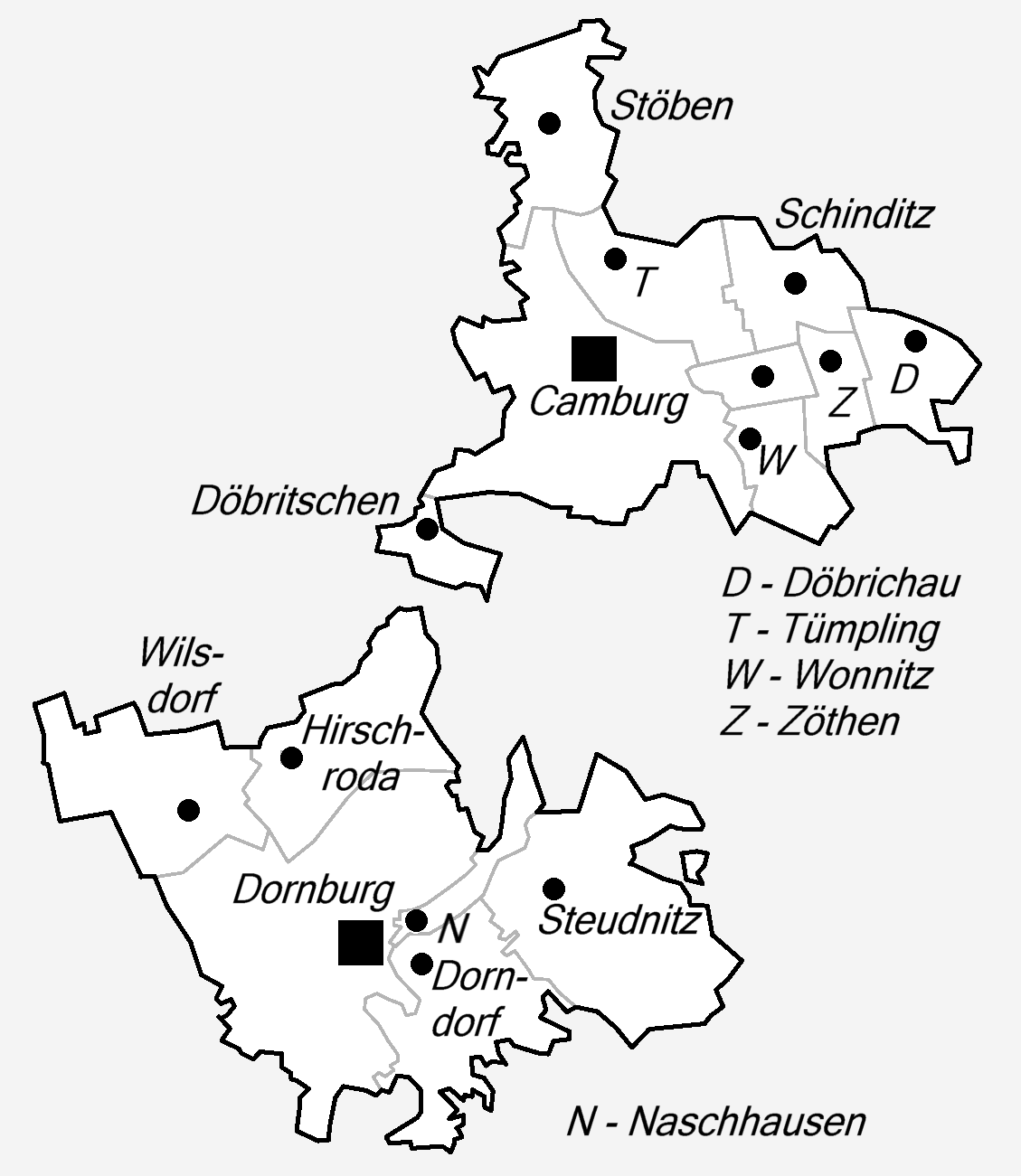
Stadtgliederung

- Camburg (2846 Einwohner) liegt an der Bundesstraße 88 zwischen Dornburg/Dorndorf-Steudnitz und Naumburg. Dort befindet sich in der Rathausstr. 1 sowohl die Stadtverwaltung als auch die Verwaltungsgemeinschaft Dornburg-Camburg.
- Döbrichau
- Döbritschen
- Dornburg ist seit dem 1. Dezember 2008 Teil der Stadt Dornburg-Camburg. Dornburg ist vor allem durch die drei Dornburger Schlösser bekannt geworden. Die evangelische Stadtkirche St. Jacobi entstand in ihrer heutigen Form im 18. Jahrhundert. Der neue Ortsteil Dornburg weist 897 Einwohner aus, wobei die ehemalige Stadt ohne ihre Ortsteile Wilsdorf und Hirschroda weniger als 700 Einwohner hat.
- Dorndorf-Steudnitz Die Gemeinde hat sich mit den Ortsteilen Steudnitz und Naschhausen ebenfalls dem vorgenannten Vertrag angeschlossen. Mit Steudnitz und Naschhausen hatte die Gemeinde 1.932 Einwohner (31. Dezember 2007)
- Hirschroda
- Posewitz
- Schinditz
- Stöben
- Tümpling
- Wilsdorf
- Wonnitz
- Zöthen

## Geschichte
Am 30. Januar 2008 unterzeichneten die Bürgermeister von Dornburg, Dorndorf-Steudnitz und Camburg den Gebietsänderungsvertrag, der die Eingemeindung von Dornburg und Dorndorf-Steudnitz in die Stadt Camburg vorsieht, die ihren Namen in Dornburg-Camburg ändert. Der Zusammenschluss wurde am 1. Dezember 2008 wirksam.

### Eingemeindungen
| Ehemalige Gemeinde | Datum                        | Anmerkung                                             |
| ------------------ | ---------------------------- | ----------------------------------------------------- |
| Camburg            | 1. Dezember 2008             |                                                       |
| Döbritschen        | 1. Oktober 1967              | Eingemeindung nach Camburg                            |
| Dornburg/Saale     | 1. Dezember 2008             |                                                       |
| Dorndorf           | 27. Mai 1964                 | Zusammenschluss mit Steudnitz zu Dorndorf-Steudnitz   |
| Dorndorf-Steudnitz | 1. Dezember 2008             |                                                       |
| Hirschroda         | 16. März 1963                | Eingemeindung nach Dornburg/Saale                     |
| Schinditz          | 20. Juni 1957 1. Januar 1966 | Eingemeindung nach Zöthen, Umgliederung nach Tümpling |
| Steudnitz          | 27. Mai 1964                 | Zusammenschluss mit Dorndorf zu Dorndorf-Steudnitz    |
| Naschhausen        | 27. Mai 1964                 | Zusammenschluss mit Dorndorf zu Dorndorf-Steudnitz    |
| Stöben             | 20. Juni 1957                | Eingemeindung nach Camburg                            |
| Tümpling           | 1. Juli 1978                 | Eingemeindung nach Camburg                            |
| Wilsdorf           | 16. März 1963                | Eingemeindung nach Dornburg/Saale                     |

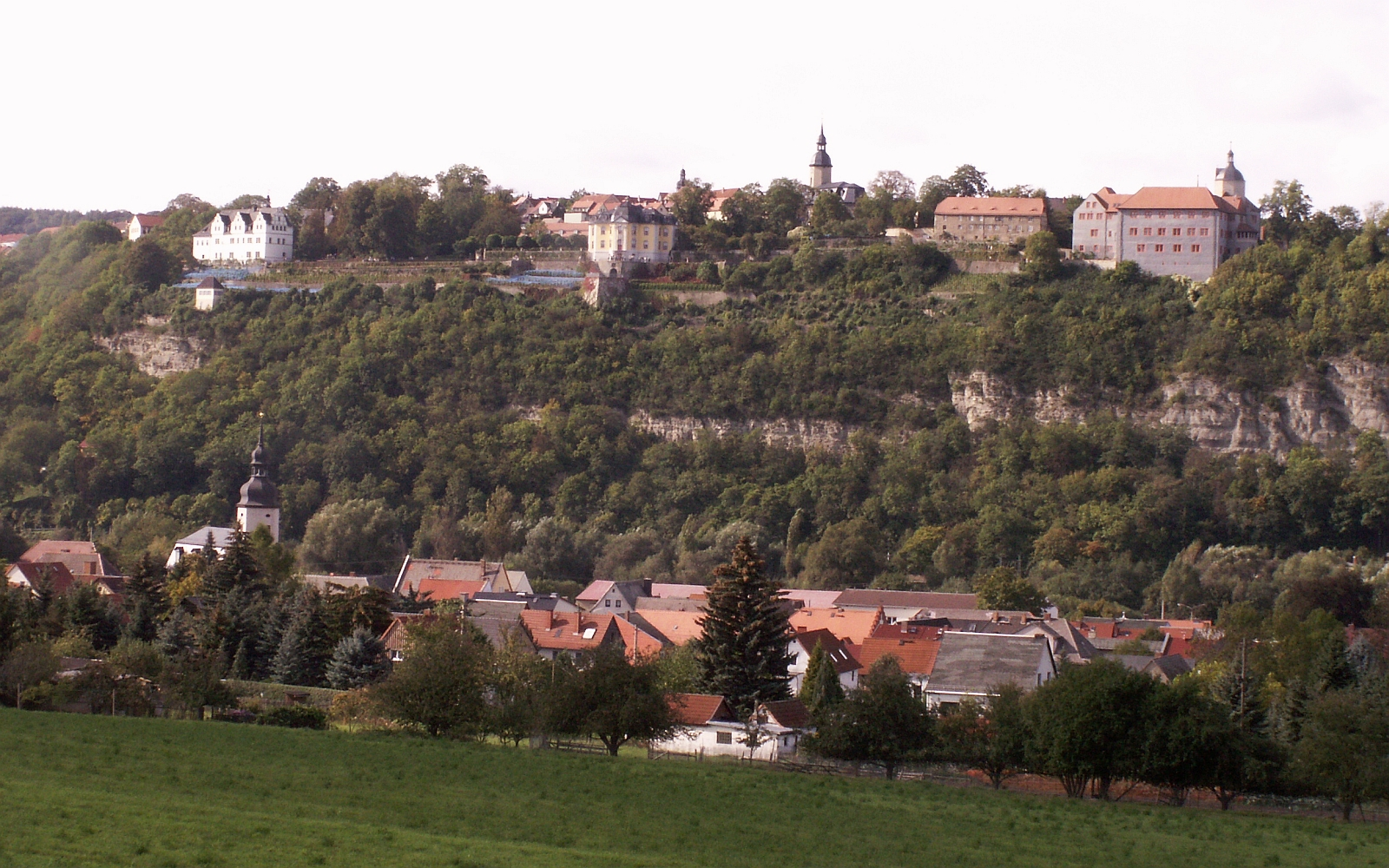
Ansicht Ortsteile vorne Dorndorf und Dornburg oben
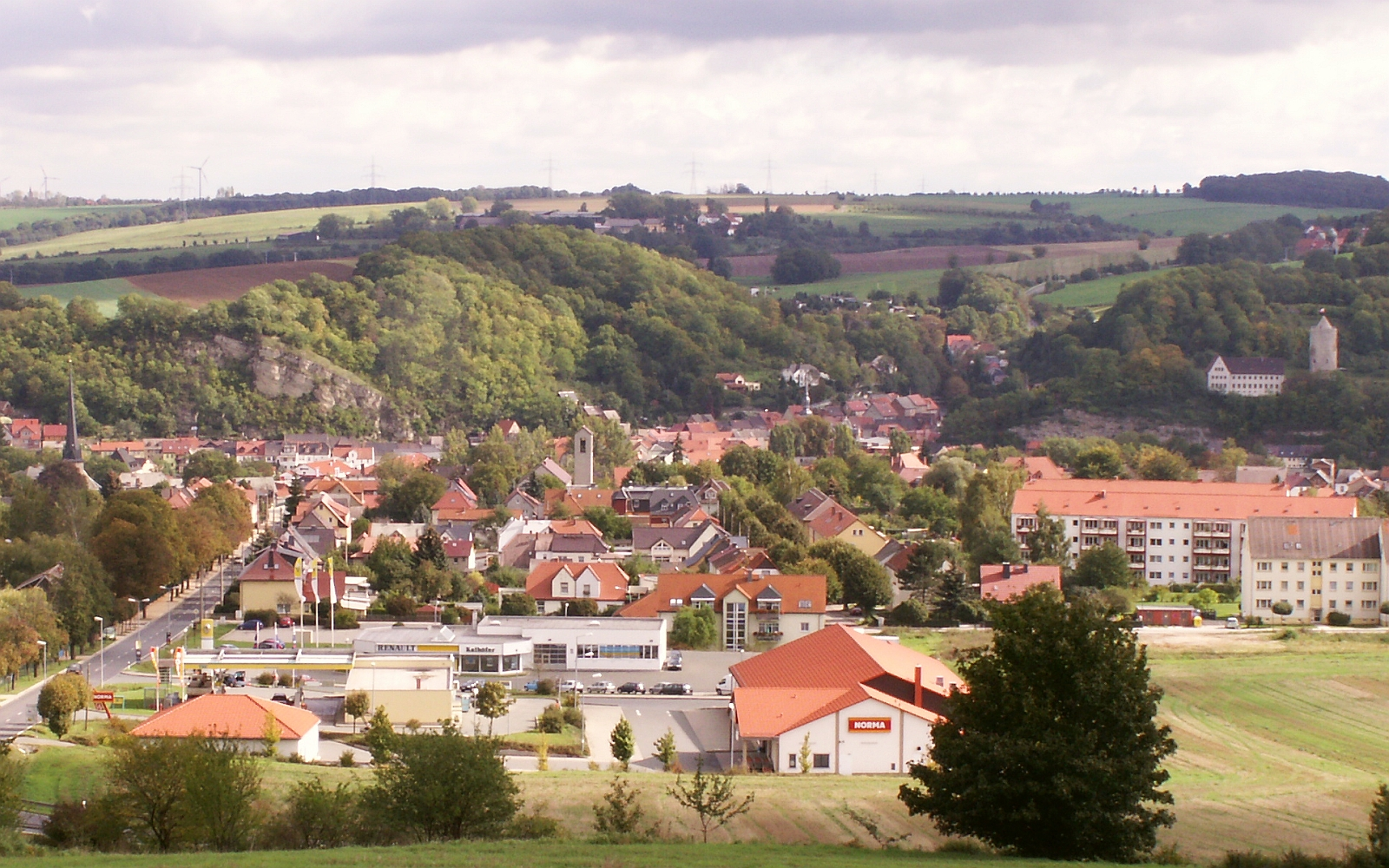
Ansicht Ortsteil Camburg
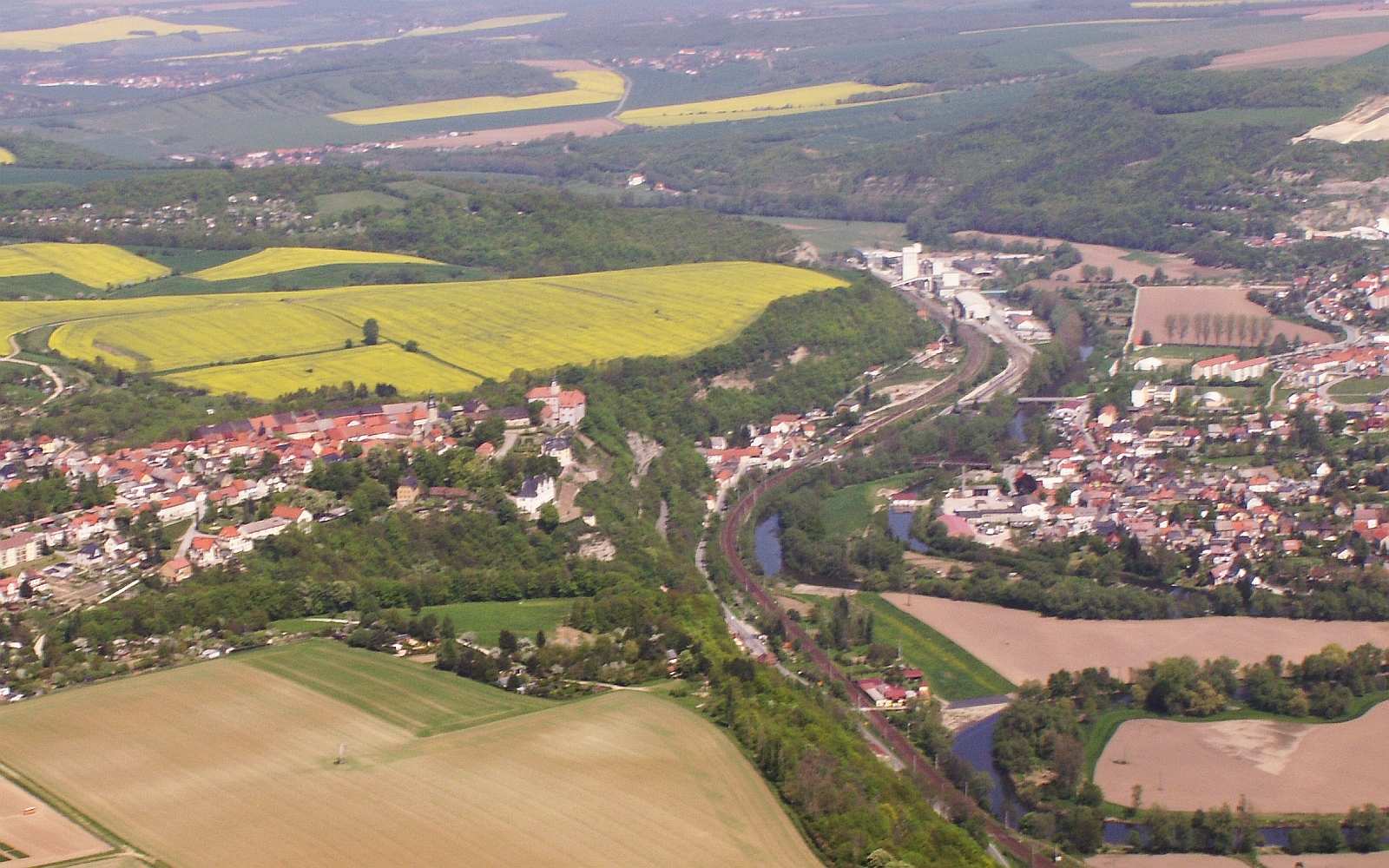
Luftbild Stadt Dornburg-Camburg im Saaletal (Foto bei Dorndorf-Steudnitz)
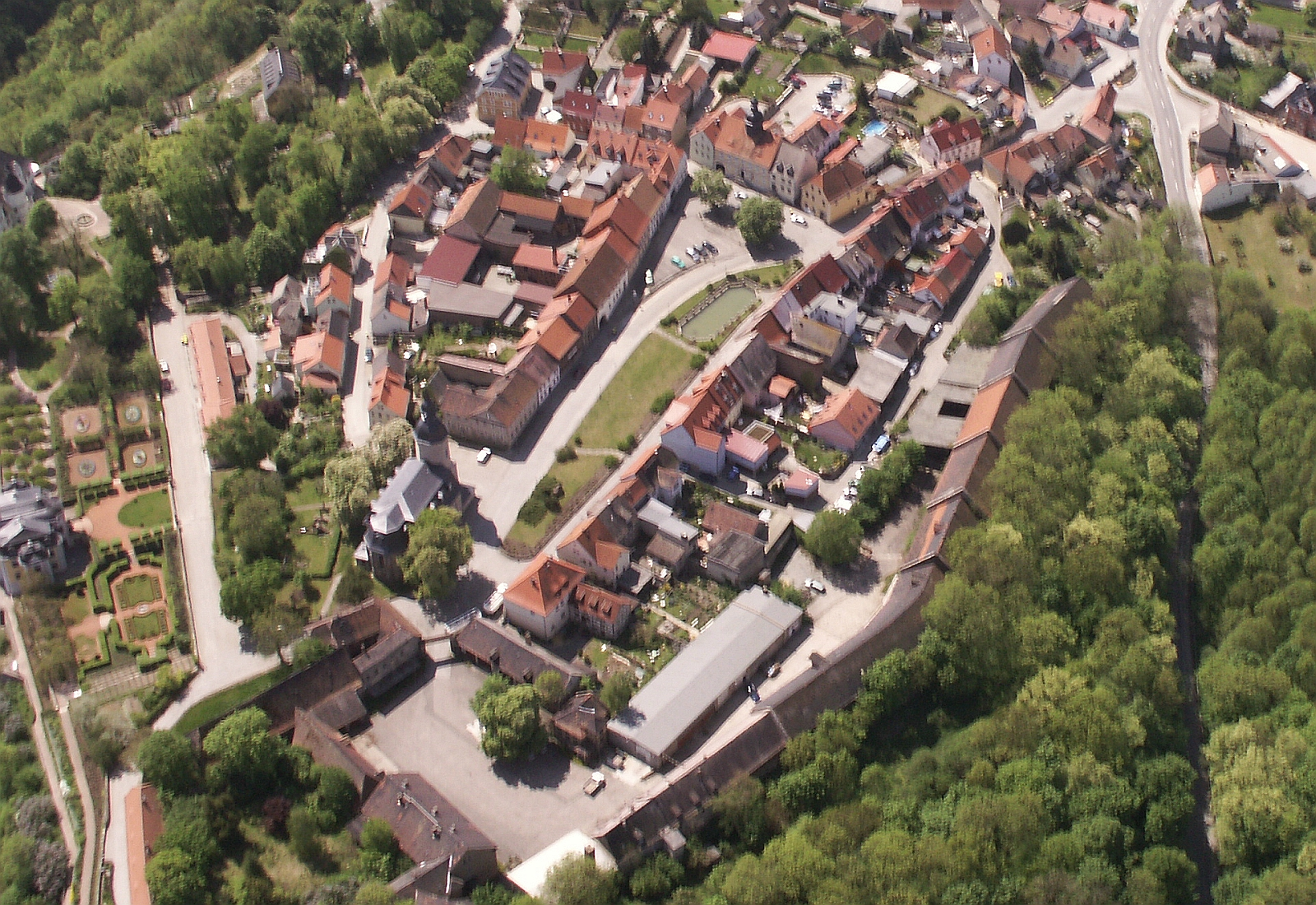
Altstadt OT Dornburg
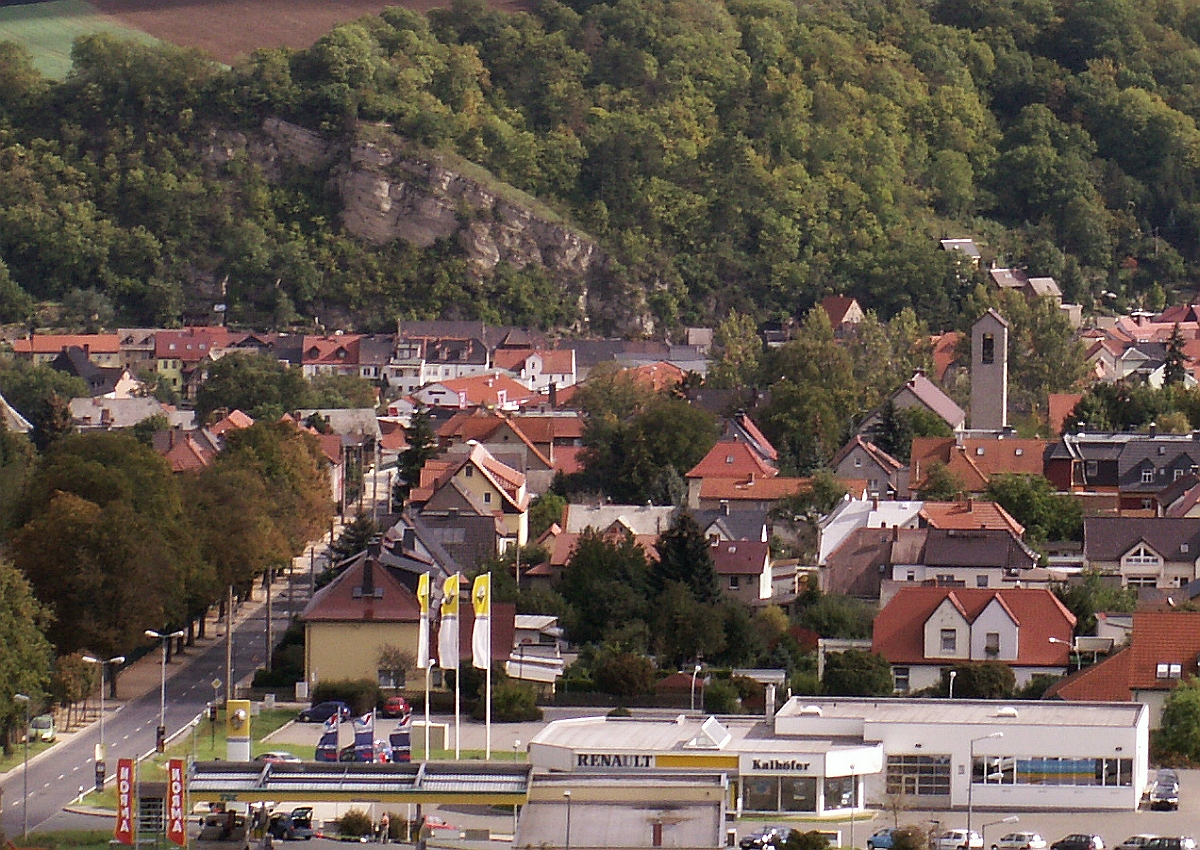
OT Camburg, Schmiedehäuser Str.
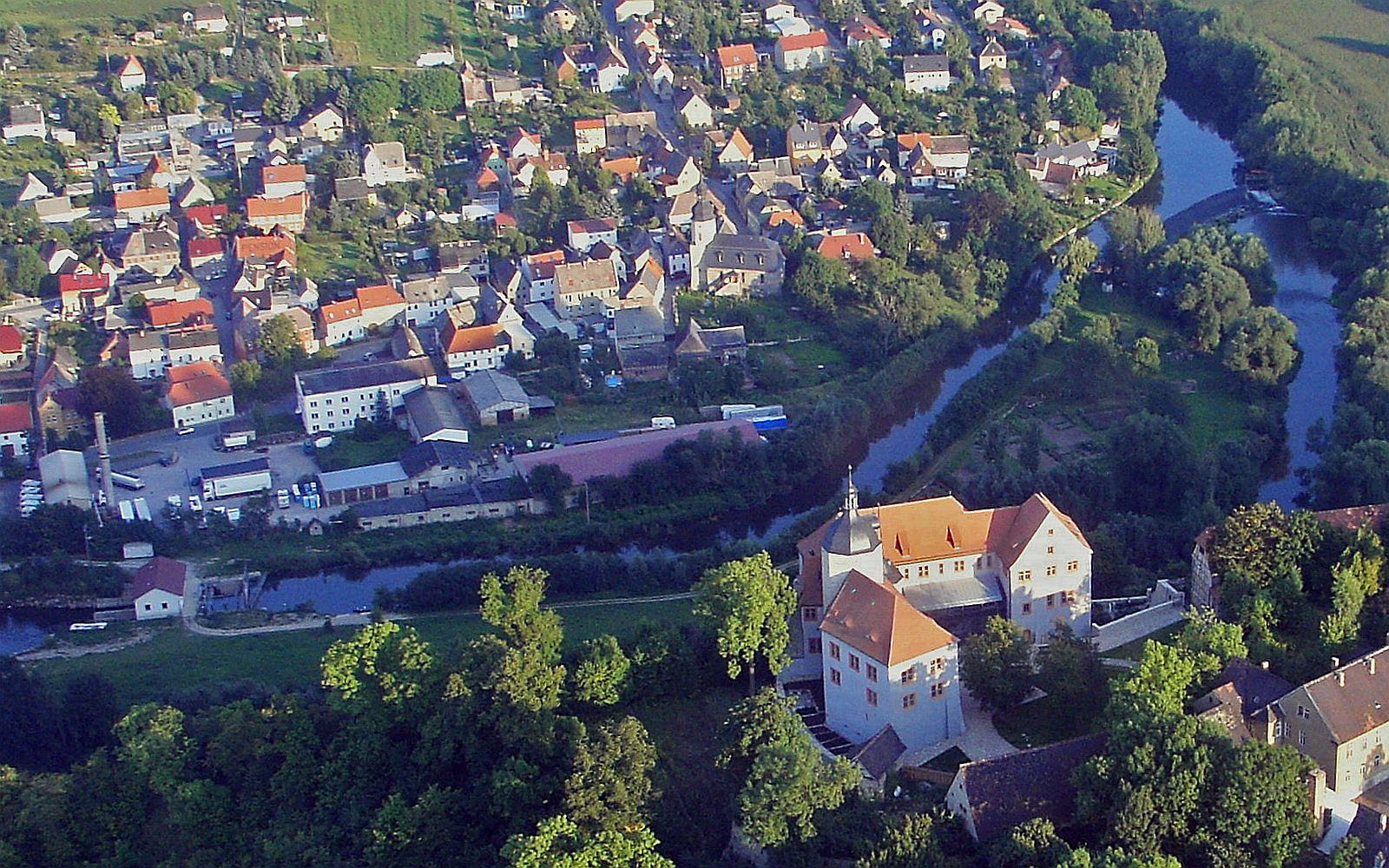
OT Dorndorf im Saaletal

## Politik

### Stadtrat
Die Kommunalwahl am 26. Mai 2024 führte zu folgendem Ergebnis und der sich daraus ergebenden Verteilung der 20 Sitze auf die einzelnen Parteien und Listen (mit Vergleichszahlen voriger Wahlen):
| Partei / Liste                           | Stimmenanteil | Sitze  | Ergebnis 2019   | Sitze 2014 |
| CDU                                      | 23,9 %        | 5      | 41,6 %, 8 Sitze | 11         |
| FWG Dornburg                             | 14,2 %        | 3      | 22,7 %, 5 Sitze | 3          |
| Dornburg-Camburger-Bürger-Verein (D-CBV) | 07,6 %        | 2      | 06,0 %, 1 Sitz0 | 2          |
| FWG Dornburg-Camburg                     | –             | –      | 29,6 %, 6 Sitze | 4          |
| WG Bündnis Ehrenamt                      | 26,3 %        | 5      | –               | –          |
| AfD und WG AfD-C                         | 16,4 %        | 3      | –               | –          |
| WG PRO Dorndorf-Steudnitz                | 11,7 %        | 2      | –               | –          |
| Wahlbeteiligung                          | 70,4 %        | 70,4 % | 65,3 %          | 49,6 %     |

### Bürgermeister
Im Mai 2012 wurde die Rechtsanwältin Dorothea Storch (CDU) zur neuen Bürgermeisterin gewählt. Amtsvorgänger war Thomas Moritz. 
Bei der Wahl am 15. April 2018 wurde sie mit 83,2 % der abgegebenen Stimmen bei einer Wahlbeteiligung von 43,1 % im Amt bestätigt.
Bei der Wahl am 26. Mai 2024 wurde Jens Tischendorf (Bündnis Ehrenamt) mit 58,0 % der gültigen Stimmen gewählt. Die bisherige Bürgermeisterin und ein weiterer Bewerber erhielten 23,6 und 18,5 % der Stimmen.

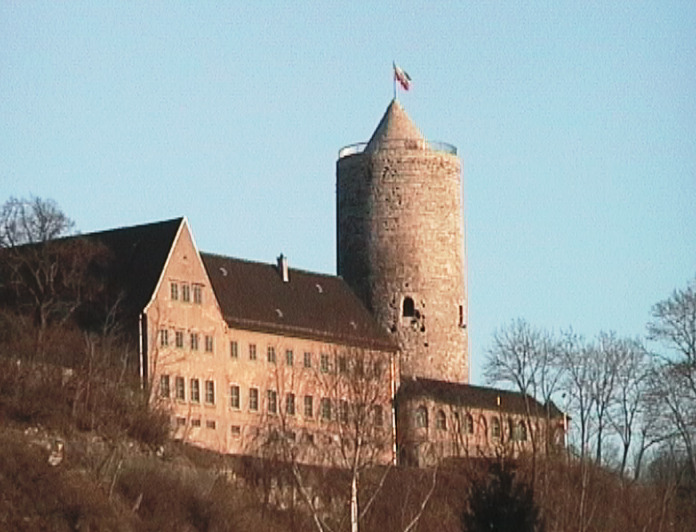
Burg Camburg

## Sehenswürdigkeiten
siehe → Liste der Kulturdenkmale in Dornburg-Camburg
Zu den Sehenswürdigkeiten der Stadt gehören mehrere Kirchen, die Burg Camburg, die Dornburger Schlösser, das Schloss Tümpling und die Carl-Alexander-Brücke über die Saale.

## Verkehr
Neben der Bundesstraße 88, die durch alle drei Orte führt, existieren eine Bahn- und eine Buslinie, welche Camburg, Dornburg und Dorndorf-Steudnitz verbinden. Dornburg-Camburg liegt an der Bahnstrecke Großheringen–Saalfeld mit den Bahnhöfen Dornburg (Saale) und Camburg (Saale). Die beiden Bahnhöfe werden von Abellio Rail Mitteldeutschland mit der RB 25 bedient. Camburg (Saale) war Endpunkt der inzwischen stillgelegten Bahnstrecke Zeitz–Camburg.